# Cheerful Sensibility
A Cheerful Sensibility a dél-koreai F.T. Island együttes első nagylemeze, mely 2007. június 5-én jelent meg. A lemez 13 dalt tartalmaz, két részre osztva: az Emotional Chapter rock balladákból, az F.T. Island Chapter pedig pop-rock dalokból áll, melyeket japán dalszerzők írtak. A lemez 2007-ben 79 000 példányban kelt el, amivel az év hatodik legsikeresebb albuma lett. December 3-án új változatban ismét kiadták, The Refreshment címmel, három új dallal kiegészítve. A dobozban egy Music 2.0 nevű mixprogram is helyet kapott, amivel a dalok hangszeres és vokál sávját lehetett különféle módon változtatni. Ebből a lemezből 25 724 darabot adtak el.

## Számlista
| #   | Cím | Dalszöveg                                                 | Zene                                 | Hossz |
| --- | --- | --------------------------------------------------------- | ------------------------------------ | ----- |
| 1.  | 사랑앓이 Szarangalhi (Sarangalhi) (Lovesick) | Lju Dzsehjon (류재현, Ryu Jae-hyeon)                      | Lju Dzsehjon (Ryu Jae-hyeon)         | 04:01 |
| 2.  | 행복합니다 Hengbokhamnida (Haengbokhamnida) (I’m Happy) | Han Szongho (한성호, Han Seong-ho)                        | Han Szongho (Han Seong-ho)           | 03:45 |
| 3.  | 천둥 Cshondung (Cheondung) (Thunder) | An Jongmin (안영민, Ahn Yeong-min)                        | Cso Jongszu (조영수, Jo Yeong-su)    | 03:36 |
| 4.  | 한사람만 Hanszaramman (Hansaramman) (Only One Person) | I Vonggi (이원기, Lee Won-gi), Han Szongho (Han Seong-ho) | Han Szunghun (한승훈, Han Seung-hun) | 04:16 |
| 5.  | 집착 Csipcshak (Jibchak) (Cling) | Han Szongho (Han Seong-ho)                                | Han Szongho (Han Seong-ho)           | 04:22 |
| 6.  | 남자의 첫사랑은 무덤까지 간다 Namdzsai cshotszarangun mudomkkadzsi kanda (Namjaui cheotsarangeun mudeomkkaji kanda) (A Man’s First Love Follows Him To The Grave) | Han Gjonghje (한경혜, Han Gyeong-hye)                     | Jun Gon (윤건, Yun Geon)             | 03:57 |
| 7.  | 하지말래요 Hadzsimallejo (Hajimalleyo) (They Said To Stop) | Han Gjonghje (Han Gyeong-hye)                             | Jun Gon (Yun Geon)                   | 04:22 |
| 8.  | FT ISLAND | I Hiszung (이희승, Lee Hui-seung)                         | Csino Josihiko (知野 芳彦)           | 03:46 |
| 9.  | Reo Reo | Han Szongho (Han Seong-ho)                                | Kubota Jódzsi (久保田 洋司)          | 03:29 |
| 10. | Primadonna | Daichi                                                    | Daichi                               | 04:39 |
| 11. | 마중 Madzsung (Majung) (Meeting) | I Hiszung (이희승, Lee Hui-seung)                         | Nakanisi Rjószuke (中西亮輔)         | 04:40 |
| 12. | 사랑하는 법을 몰라서 Szaranganun pobul mullaszo (Saranghaneun beobeul mullaseo) (Because I Didn’t Know How To Love)                                               | Han Szongho (Han Seong-ho)                                | Jamagucsi Hiró (山口寛雄)            | 05:38 |
| 13. | 첫키스 Cshotkhiszu (Cheotkiseu) (First Kiss) | I Szungho (이승호, Lee Seung-ho)                          | Shusui                               | 05:33 |